# Yunis Hüseynov
Yunis Hüseynov (in russo Юнис Гусейн оглы Гусейнов?, Junis Gusejn ogly Gusejnov; Baku, 1º febbraio 1965) è un ex calciatore sovietico e azero, di ruolo difensore.

## Palmarès

### Club

#### Competizioni nazionali
- Campionato azero: 3

Neftçi Baku: 1992, 1995-1996, 1996-1997
- Coppa d'Azerbaigian: 3

Neftçi Baku: 1994-1995, 1995-1996, 1998-1999
- Supercoppa d'Azerbaigian: 2

Neftçi Baku: 1992, 1994